# The Spacious Mind
The Spacious Mind, TSM, är ett psykedeliskt trancerockband som grundades utanför Skellefteå 1991 av Jens Unosson. Bandet har sedan dess gett ut ett femtontal album, varav flera som LP, på ett flertal olika skivbolag. Få av deras, i huvudsak instrumentala, musikstycken är kortare än 15 minuter.
Sättningen med dubbla gitarrer och keyboards mot en massiv ljudmatta av trummor och bas ger en ljudbild olik många andra akter av idag. Rocktidskriften Rolling Stone beskriver dem som "interstellärt jammande som sätter eld på de dubbla gitarrernas flytande distorsion över arktiska keyboards och trummor som liknar avlägset åskmuller och brittiska skivbolaget Delerium Records som en "melankolisk ljudbonad som borde leda vemsomhelst till ökad medvetenhet eller helt enkelt budskapet om kärlek". SvD beskriver musiken som "ekande, stora och långsamt framåtskridande instrumentala ljudbyggen konstruerade av barrskog, gitarr, klaviatur, bas, trummor och [...] bjällror."
Medlemmarna i bandet var samtliga med om att starta Trästockfestivalen och spelade där de flesta åren fram till och med 2011 (därefter mer sporadiskt), oftast som avslutande akt, där den traditionsenligt sittande och halvliggande publiken vaggades till sömns och väcktes till liv om vartannat.
Efter att mestadels ha legat lågt mellan 2012-2018, då de enda aktiviteterna var utgivningen av lp:n "Greazy Green and the Stoney Lonesomes Vol 1", samt samlings-cd:n "The Drifter, har de sedan 2019 återupptagit livespelandet, bland annat genom att både 2023 och 2024 gästa Skogsnäskollektivet. Ett tidigare besök där, 1999, resulterade sedermera i den hyllade live-cd:n "Do Your Thing, But Don't Touch Ours".
The Spacious Mind har jämförts med tidiga brittiska Pink Floyd, amerikanska The Grateful Dead, tyska Amon Düül II och svenska Träd, Gräs och Stenar, men även med de mer samtida, kanadensiska Godspeed You Black Emperor. 1998 spelade de tillsammans med Nik Turner, tidigare i Hawkwind, på festivalen Space and Rock i Jönköping, och med Tom Rapp (Pearls Before Swine) på Terrastockfestivaler i London (1999) och Providence, Rhode Island (2006).
The Spacious Mind har turnerat upprepade gånger i såväl Europa som USA, och erhåller där en påtagligt högre grad av erkännande än de gör i Sverige, trots att de rimligen bör ses som föregångare för mycket av den samtida inhemska psykedeliska och experimentella musiken.

## Medlemmar
Instrumenteringen varierar kraftigt, detta är ett urval.
- Jens Unosson - keyboards, röst
- Henrik Oja - bas, röst
- Thomas Brännström - gitarr, röst
- David Åkerlund - trummor, röst
- Niklas Wiklund - gitarr, röst

Tidigare medverkade även Mårten Lundmark på bas och gitarr.

## Gästartister
Skellefteå Ungdomssymfoniker (stråkar på "Sunchild"), Anna Kågedal (vina på "Dnimehts Of Us"), Mårten Lundmark (baklängesgitarr på "Dnimehts Of Us"), Evelina Örn (nyckelharpa på "Seashore Trees pt II"), Abbas Hazheer (sång på "Seashore Trees pt IV"), Douglas Knightbridge (wurlitzerpiano på "Space Blues"), Arne Jonasson (oud på "Time is Like a Promise"), Linda Åkerlund (sång på "Next to the Water Hard to Believe", "Time is Like a Promise", "Waiting for you in the Woods of Dawn", "Sleepy Eyes and Butterflies"), Stefan Eriksson (flöjt på "Valley Holy to Me"), Daniel Pettersson (nyckelharpa på "Time is Like a Promise" och "Sleepy Eyes and Butterflies"), Linnea Isacson (flöjt på "Cosmic Barley").

## Diskografi

### Album
- 1993 – Cosmic Minds At Play (Garageland Records GRCD 006)
- 1994 – Organic Mind Solution (CD, Garageland Records GRCD 011)
- 1995 – Sleepy Eyes and Butterflies (2xLP, Gates of Dawn GOD 001)
- 1996 – Sailing the Seagoat (CD, Garageland Records GRCD 018)
- 1996 – Garden of a Wellfed Head (LP, Lone Starfighter Records LSD 003)
- 1999 – The Mind of a Brother – The Spacious Mind III (CD, Delirium Records DELEC CD 076)
- 2002 – Live Volume One: Do Your Thing But Don't Touch Ours. Skogsnäs 26/11/99 (CD, Goddamn I'm a Countryman Records 003)
- 2005 – Rotvälta (CD, Goddamn I'm a Countryman Records 006)
- 2007 – Gentle Path Highway (CD, Goddamn I'm a Countryman Records 010)
- 2014 – Greazy Green and Stoney Lonesomes Vol. 1 (LP, Kommun 2 KOMMUN2:28)  2018 - The Drifter (CD, Trail Records 020) 2019 - The No. 4 or 5 Gravy Band (LP, Essence Music ESSWAX03)

### Singlar
- 2001 – Reality D. Blipcrotch (10" vinyl, Goddamn I'm a Countryman Records 001)

### CD-R
- "Take That Weight Off Your Shoulders" Skellefteå 28/02/03, Goddamn I'm a Countryman Records CCDR 001 (upplaga 50 exemplar, 2005)
- "Pickin' Berries 'n Playin' Blues" Trästock 23/07/05, Goddamn I'm a Countryman Records CCDR 003 (upplaga 200 exemplar, 2005)
- "Rotvälta/Rotvältska" COUNTRYMAN 006/sminket CD+CDR. Original Rotvälta CD + CD-R 30 min live from Terrastock 5, Boston + outtakes from Rotvälta session + Rotvälta poster (upplaga 45 exemplar, 2006)
- "Tonen" Outtakes From the Recording Session of Rotvälta, Goddamn I'm a Countryman Records CCDR 004 (upplaga 200 exemplar, 2006)
- "Club Rothko 05/09/05", New York 05/09/05, Goddamn I'm a Countryman Records CCDR 005 (upplaga 200 exemplar, 2006)

### DVD-R
- "Pinkerton" 28/02/03
- "Trästock" 19/07/03
- "Nummermusik" 2xDVD-R Live from Boston/Providence/Skellefteå/Umeå + track 5 video and moon (upplaga 40 exemplar, 2006)
- "Trästock" 2003 DVD-R Live from Skellefteå, Sweden. (upplaga 100 exemplar, 2006)
- "Club Rothko" DVD-R Live from NYC, USA. (upplaga 100 exemplar, 2006)

### Samlingar
- "Druid Two" på 15 Songs For Spring A West Side Fabrication, 1992)
- "Magic Meadows of Yasgur" på West Side Strikes Vol.4 (A West Side Fabrication, 1993)
- "Kacrakash" (som Sons of the Space Tribe) på We're All Part of a Family (A West Side Fabrication, 1994)
- "Interplanetarian Lovemachine pt.1" på Let Your Freak Flag Fly (Garageland Records, 1994)
- "Floatin' Down the River Whistlin' On A Tune" på Copenhagen Space Rock Festival Compilation (Burnt Hippie Recordings, 2002)
- "Learning City People How To Walk In The Woods Quietly" på Terrastock six (Secret Eye, (2006))